# Sveti Rok
Sveti Rok je vesnice v Chorvatsku v Licko-senjské župě v opčině Lovinac. V roce 2011 zde žilo 279 obyvatel. Ve vesnici se nachází římskokatolický farní kostel.

## Poloha
Je největší vesnicí opčiny Lovinac, která je situována v jižní části Liky v mikroregionu Otusca. Vesnicí prochází dálnice A1 a nedaleko obce se nachází severní portál známého tunelu Sveti Rok procházejícího pohořím Velebit, který je předělem mezi kontinentálním a subtropickým klimatickým pásmem Chorvatska.

## Osobnosti
- Mile Budak, ustašovský politik a spisovatel